# Raymond Sommer
Raymond Pierre Sommer (* 31. August 1906 in Mouzon; † 10. September 1950 in Cadours) war ein französischer Automobilrennfahrer.

## Karriere
Der Sohn eines Flugpioniers hatte aufgrund seiner beherzten Fahrweise den Spitznamen „Raymond Löwenherz“. Sommer lehnte alle Angebote der großen Werksteams ab und war lieber sein eigener Chef. Die Unterlegenheit seiner Privatautos versuchte er mit Mut und Fahrgeschick wettzumachen. Ins Rampenlicht rückte Raymond Sommer durch seine zwei Siege beim 24-Stunden-Rennen von Le Mans 1932 und 1933, wobei er 1932 nach Erkrankung seines Partners über 21 Stunden fuhr. Weitere Sportwagenerfolge folgten, so der Sieg beim Grand Prix von Frankreich 1935.
Nach dem Zweiten Weltkrieg bestritt Sommer Rennen mit einem BMW 328 sowie mit Maserati und gewann 1946 den Grand Prix de Saint-Cloud bei Paris. Im ersten Automobil-Weltmeisterschaftsjahr 1950 trat er auf einem privaten Ferrari und einem Talbot-Lago an. Sein bemerkenswertestes Rennen war der Große Preis von Belgien am 18. Juni 1950, in dem er mit den überlegenen Alfa Romeos mithalten konnte, aber durch einen Defekt ausscheiden musste. Ende August 1950 war Sommer der erste Pilot, der mit dem unter öffentlicher Beobachtung entwickelten Sechzehnzylinderrennwagen B.R.M. P15 von British Racing Motors bei einem Formel-1-Rennen an den Start ging. Unmittelbar nach dem Start der BRDC International Trophy, einem Formel-1-Rennen, das keinen Weltmeisterschaftsstatus hatte, brach an Sommers Auto die Antriebswelle, sodass sich der B.R.M. nur wenige Zentimeter aus eigener Kraft bewegte. Die von B.R.M. enttäuschten Zuschauer warfen daraufhin zum Spott Geldstücke in Sommers Cockpit.
Drei Wochen später verunglückte Sommer in Frankreich tödlich. Am 10. September 1950 nahm er an dem Grand Prix de Cadours teil, einem Formel-2 in der französischen Provinz. In der fünften Runde des Rennens brach die Lenkung an seinem Cooper 1100 twin, woraufhin er in einer schnellen Kurve von der Strecke abkam und sich tödliche Verletzungen zuzog.

## Statistik

### Vorkriegs-Grands-Prix
| Saison | 1   | 2   | 3   | 4   | 5 | 6 | 7 | Punkte | Position |
| ------ | --- | --- | --- | --- | - | - | - | ------ | -------- |
| 1933   |     |     |     |     |   |   |   | —      | —        |
| 1933   | DNF | 4   | 7   | DNA |   |   |   | —      | —        |
| 1934   |     |     |     |     |   |   |   | —      | —        |
| 1934   |     | DNA |     | 3   |   |   |   | —      | —        |
| 1935   |     |     |     |     |   |   |   | 39     | 7.       |
| 1935   | 6   | 6   | DNF |     | 9 |   | 7 | 39     | 7.       |
| 1936   |     |     |     |     |   |   |   | 21     | 5.       |
| 1936   | 7   | 9   | DNF |     |   |   |   | 21     | 5.       |
| 1937   |     |     |     |     |   |   |   | 27     | 6.       |
| 1937   | 5   | DNF | 7   | 8   |   |   |   | 27     | 6.       |
| 1939   |     |     |     |     |   |   |   | 23     | 9.       |
| 1939   | 4   | 5   | DNF | DNA |   |   |   | 23     | 9.       |

| Legende  | Legende                                                                   | Legende                                                                   | Legende   |
| Farbe    | Bedeutung                                                                 | Bedeutung                                                                 | EM-Punkte |
| -------- | ------------------------------------------------------------------------- | ------------------------------------------------------------------------- | --------- |
| Gold     | Sieg                                                                      | Sieg                                                                      | 1         |
| Silber   | 2. Platz                                                                  | 2. Platz                                                                  | 2         |
| Bronze   | 3. Platz                                                                  | 3. Platz                                                                  | 3         |
| Grün     | Klassifiziert, mehr als 75% der Renndistanz zurückgelegt                  | Klassifiziert, mehr als 75% der Renndistanz zurückgelegt                  | 4         |
| Blau     | nicht punkteberechtigt, zwischen 50% und 75% der Renndistanz zurückgelegt | nicht punkteberechtigt, zwischen 50% und 75% der Renndistanz zurückgelegt | 5         |
| Violett  | nicht punkteberechtigt, zwischen 25% und 50% der Renndistanz zurückgelegt | nicht punkteberechtigt, zwischen 25% und 50% der Renndistanz zurückgelegt | 6         |
| Rot      | nicht punkteberechtigt, weniger als 25% der Renndistanz zurückgelegt      | nicht punkteberechtigt, weniger als 25% der Renndistanz zurückgelegt      | 7         |
| Farbe    | Abkürzung                                                                 | Bedeutung                                                                 | EM-Punkte |
| Schwarz  | DSQ                                                                       | disqualifiziert (disqualified)                                            | 8         |
| Weiß     | DNS                                                                       | nicht gestartet (did not start)                                           | 8         |
| Weiß     | DNA                                                                       | nicht erschienen (did not arrive)                                         | 8         |
| sonstige | P/fett                                                                    | Pole-Position                                                             | 8         |
| sonstige | SR/kursiv                                                                 | Schnellste Rennrunde                                                      | 8         |
| sonstige | DNF                                                                       | Rennen nicht beendet (did not finish)                                     | 8         |

### Statistik in der Automobil-Weltmeisterschaft

#### Gesamtübersicht
| Saison | Team                       | Chassis             | Motor            | Rennen | Siege | Zweiter | Dritter | Poles | schn. Rennrunden | Punkte | WM-Pos. |
| ------ | -------------------------- | ------------------- | ---------------- | ------ | ----- | ------- | ------- | ----- | ---------------- | ------ | ------- |
| 1950   | Scuderia Ferrari           | Ferrari 125         | Ferrari 1.5 V12s | 1      | −     | −       | −       | −     | −                | 3      | 16.     |
| 1950   | Scuderia Ferrari           | Ferrari 166F2       | Ferrari 1.5 V12  | 1      | −     | −       | −       | −     | −                | 3      | 16.     |
| 1950   | Raymond Sommer             | Talbot-Lago T26C    | Talbot 4.5 L6    | 2      | −     | −       | −       | −     | −                | 3      | 16.     |
| 1950   | Automobiles Talbot-Darracq | Talbot-Lago T26C-GS | Talbot 4.5 L6    | 1      | −     | −       | −       | −     | −                | 3      | 16.     |
| Gesamt | Gesamt                     | Gesamt              | Gesamt           | 5      | −     | −       | −       | −     | −                | 3      |         |

#### Einzelergebnisse
| Saison | 1 | 2 | 3   | 4   | 5   | 6   | 7 |
| ------ | - | - | --- | --- | --- | --- | - |
| 1950   |   |   |     |     |     |     |   |
|        | 4 |   | DNF | DNF | DNF | DNF |   |

| Legende  | Legende            | Legende                                                          |
| Farbe    | Abkürzung          | Bedeutung                                                        |
| -------- | ------------------ | ---------------------------------------------------------------- |
| Gold     | –                  | Sieg                                                             |
| Silber   | –                  | 2. Platz                                                         |
| Bronze   | –                  | 3. Platz                                                         |
| Grün     | –                  | Platzierung in den Punkten                                       |
| Blau     | –                  | Klassifiziert außerhalb der Punkteränge                          |
| Violett  | DNF                | Rennen nicht beendet (did not finish)                            |
| Violett  | NC                 | nicht klassifiziert (not classified)                             |
| Rot      | DNQ                | nicht qualifiziert (did not qualify)                             |
| Rot      | DNPQ               | in Vorqualifikation gescheitert (did not pre-qualify)            |
| Schwarz  | DSQ                | disqualifiziert (disqualified)                                   |
| Weiß     | DNS                | nicht am Start (did not start)                                   |
| Weiß     | WD                 | zurückgezogen (withdrawn)                                        |
| Hellblau | PO                 | nur am Training teilgenommen (practiced only)                    |
| Hellblau | TD                 | Freitags-Testfahrer (test driver)                                |
| ohne     | DNP                | nicht am Training teilgenommen (did not practice)                |
| ohne     | INJ                | verletzt oder krank (injured)                                    |
| ohne     | EX                 | ausgeschlossen (excluded)                                        |
| ohne     | DNA                | nicht erschienen (did not arrive)                                |
| ohne     | C                  | Rennen abgesagt (cancelled)                                      |
| ohne     | keine WM-Teilnahme |                                                                  |
| sonstige | P/fett             | Pole-Position                                                    |
| sonstige | 1/2/3/4/5/6/7/8    | Punktplatzierung im Sprint-/Qualifikationsrennen                 |
| sonstige | SR/kursiv          | Schnellste Rennrunde                                             |
| sonstige | *                  | nicht im Ziel, aufgrund der zurückgelegten Distanz aber gewertet |
| sonstige | ()                 | Streichresultate                                                 |
| sonstige | unterstrichen      | Führender in der Gesamtwertung                                   |

### Le-Mans-Ergebnisse
| Jahr | Team                  | Fahrzeug                                     | Teamkollege                | Platzierung | Ausfallgrund         |
| ---- | --------------------- | -------------------------------------------- | -------------------------- | ----------- | -------------------- |
| 1931 | Henri de Costier      | Chrysler CD Eight                            | Jean Delemer               | Ausfall     | Kühler               |
| 1932 | Raymond Sommer        | Alfa Romeo 8C 2300 LM                        | Luigi Chinetti             | Gesamtsieg  |                      |
| 1933 | Soc. Anon. Alfa Romeo | Alfa Romeo 8C 2300 MM-LM                     | Tazio Nuvolari             | Gesamtsieg  |                      |
| 1934 | Raymond Sommer        | Alfa Romeo 8C 2300                           | Pierre Félix               | Ausfall     | Wagenbrand           |
| 1935 | Raymond Sommer        | Alfa Romeo 8C 2300                           | Raymond de Saugé Destrez   | Ausfall     | verschmutztes Benzin |
| 1937 | Raymond Sommer        | Alfa Romeo 8C 2900A Spider                   | Giovanni Battista Guidotti | Ausfall     | Motorschaden         |
| 1938 | Raymond Sommer        | Alfa Romeo 8C 2900B Touring                  | Clemente Biondetti         | Ausfall     | Aufhängung           |
| 1939 | Raymond Sommer        | Alfa Romeo 6C 2500SS                         | Prinz Bira                 | Ausfall     | Motorschaden         |
| 1950 | Luigi Chinetti        | Ferrari 195 Sport Touring Berlinetta Le Mans | Dorino Serafini            | Ausfall     | Elektrik             |